# Āgh Barzeh
Āgh Barzeh (persiska: آغ برزه, Āghbarzeh) är en ort i Iran.   Den ligger i provinsen Västazarbaijan, i den nordvästra delen av landet, 700 km väster om huvudstaden Teheran. Āgh Barzeh ligger 2 263 meter över havet och antalet invånare är 509.
Terrängen runt Āgh Barzeh är lite bergig.Runt Āgh Barzeh är det ganska tätbefolkat, med 83 invånare per kvadratkilometer. Närmaste större samhälle är Tāzeh Shahr, 19,5 km öster om Āgh Barzeh. Trakten runt Āgh Barzeh består i huvudsak av gräsmarker.